# Matevž Vidovšek
Matevž Vidovšek (* 30. Oktober 1999 in Slovenj Gradec) ist ein slowenischer Fußballtorhüter.

## Karriere

### Verein
Vom NK Dravograd kommend, wechselte er im August 2016 zur U19 von Atalanta Bergamo nach Italien, diese verliehen ihn dann Anfang 2018 bis Juni des Jahres weiter an Delfino Pescara sowie für die Spielzeit 2018/19 weiter an Reggina 1914. Hier gehörte er dann zum Kader der ersten Mannschaft, kam aber nie zu einem Einsatz. Danach ging es per Leihe nochmal nach Zypern zu Agia Napa, wo er zumindest ein paar Spiele bekam. Anfang 2021 kehrte danach in sein Heimatland zurück, wo er seitdem bei NK Olimpija unter Vertrag steht und hier auch sehr viele Einsätze im Tor hat. Mit seinem Team erreichte er durch den Meistertitel in der Saison 2023/24 der Conference League die Gruppenphase. Im Oktober 2023 zog er sich jedoch eine Schulterverletzung zu, womit er den Großteil der laufenden Saison verpasste.

### Nationalmannschaft
Mit der slowenischen U17 nahm er an ein paar Qualifikationsspielen teil und auch in der U18 stand er ein paar Mal im Tor.
Sein Debüt im bei einem Tor der A-Nationalmannschaft hatte er am 19. Juni 2023 bei einem 1:1 gegen Dänemark in der Qualifikation für die Europameisterschaft 2024.